# Radkovice u Hrotovic
Radkovice u Hrotovic (německy Radkowitz) jsou obec v okrese Třebíč v Kraji Vysočina. Žije zde 346 obyvatel. Charakterem zemědělská obec s většinou lesů v katastru.
Sousedními obcemi sídla jsou Biskupice-Pulkov, Rozkoš, Příštpo, Bačice, Myslibořice, Litovany, Jaroměřice nad Rokytnou a Krhov.

## Geografie
Ze severu na jih přes území obce prochází silnice z Myslibořic do Biskupic, ze severu do zastavěného území obce vede též silnice z Bačic, ze zastavěného území obce směrem na východ vede silnice do Litovan a západně užitková silnice do osady Radkovice a dále pak severně k samotě Cihelna a dál k silnici II/152. Západní zalesněná část území obce je protnuta mnohými cestami se zpevněným i nezpevněným povrchem. Na západním okraji území obce v údolí řeky Rokytné vede žlutá turistická stezka.
Východní část území obce v okolí zastavěného území obce je využívána zemědělsky, západní, severní a jižní část území je zalesněná. Na východním okraji území obce se nachází areál zemědělského družstva Biskupice, na západním okraji se nachází areál zemědělského družstva a fotovoltaická elektrárna. 
Na severním okraji území obce pramení nepojmenovaný potok, který protéká u samoty Cihelna rybníkem Cihelna a dále teče na západ a tvoří severní hranici území obce, po asi kilometru ústí do Příložanského potoka. Severně od osady Radkovice pramení dva nepojmenované potoky, ty dále tečou jižně, protékají přes rybník U pomníčku a dále se u hranic území obce vlévají do řeky Rokytné, do Rokytné ústí z území obce mnoho nepojmenovaných potoků, které odvoďnují místní lesy. Část jihozápadní hranice území obce je tvořena řekou Rokytnou, ta pak po asi 40 km ústí u Ivančic do řeky Jihlavy. Na severním okraji území obce pramení Račí potok, ten pak teče jižně, protéká přes malý nepojmenovaný rybník a dále pak přes Panský rybník u zastavěného území obce, dále pak teče jižně a po asi 2 kilometrech ústí u Biskupic do řeky Rokytné. Jižně od zastavěného území obce pramení Mazný potok, ten pak po několika stovkách metrů ústí u Litovan do Litovanského potoka.
Nadmořská výška území obce se pohybuje od cca 400 metrů nad mořem na jižním okraji území obce v údolí Rokytné po cca 530 metrů na severním okraji území obce. Na severním okraji území obce se nachází Stříbrná hora (531 m). Území obce je poměrně kopcovité, hranice je z části tvořena hlubokým údolím řeky Rokytné, dále na sever dále krajina stoupá. Většina potoků odvodňující lesy je také hluboce zaříznutá do údolí. 
Zastavěné území obce se nachází na východním okraji území obce, zastavěné území obce je podlouhlé a téměř 1 km dlouhé. Asi 1 km západně od zastavěného území obce je osada Radkovice, na severním okraji se nachází samota Cihelna a na jižním okraji území obce se nachází pozůstatky tvrze Pulkov.
Západní část území je součástí Přírodního parku Rokytná, část území obce se také nachází v PP Jedlový les a údolí Rokytné. U osady Radkovice se nachází památný strom Dub u hájovny Kadečka a na západním okraji se nachází památný strom Spálený dub. Na jižním okraji se nachází zbytky tvrze Pulkov.

## Historie
První písemná zmínka o obci se nachází ve falzu z 12. století a hlásí se k roku 1104 (Redcouici). Další zmínka pochází z roku 1252 (Raticowic), kdy se připomíná jako zboží hradu Bítov. V roce 1310 byla část Radkovic zapsána klášteru v Oslavanech. V roce 1383 Jindřich, Václav a Zbyněk z Radkovic přikoupili Lipňany. V roce 1498 se staly Radkovice a Bítov dědičným majetek pánům z Lichtemburku. Roku 1551 Zdeněk z Lichtemburka věnoval Radkovice své manželce Johance z Doubravic a na Hostimě, ta je pak roku 1560 prodala Jiřímu Valeckému z Mírova. Po jeho smrti v roce 1589 pak přešly Radkovice dědictvím do majetku jeho manželky Kateřiny Zelené z Říčan, která se posléze provdala za Ladislava Šlejnice. Ten zemřel bezdětný v roce 1630 a Hostim s Radkovicemi byly prodány Jiřímu z Náchoda. Po jeho smrti pak byly zakoupeny roku 1658 majitel myslibořického panství Mikuláš z Ostašova.
Roku 1715 nechal v Radkovicích u Hrotovic František Josef Ostašovský, majitel myslibořického panství, postavit kapli Čtrnácti svatých pomocníků a roku 1745 je v obci zřízena duchovní správa. V roce 1771 byla ve vsi založena škola, ale až v roce 1775 byla zakoupena školní budova. V roce 1858 pak byla postavena nová školní budova. Roku 1824 byly Radkovice přifařeny do Biskupic, od roku 1899 jsou samostatná farnost. Až do roku 1921 byly Radkovice součástí myslibořického a po spojení hrotovického panství, místní panský dvůr majitele Antona Drehera měl před pozemkovou reformou v pachtu Ferdinand Slavík.
Do roku 1849 patřily Račice do myslibořického panství, od roku 1850 patřily do okresu Hrotovice, pak do okresu Moravský Krumlov, v letech 1942 až 1945 do okresu Moravské Budějovice a od roku 1960 do okresu Třebíč. Do roku 1924 byla částí Radkovic obec Pulkov.

## Obyvatelstvo
| Rok            | 1869 | 1880 | 1890 | 1900 | 1910 | 1921 | 1930 | 1950 | 1961 | 1970 | 1980 | 1991 | 2001 | 2011 | 2021 |
| -------------- | ---- | ---- | ---- | ---- | ---- | ---- | ---- | ---- | ---- | ---- | ---- | ---- | ---- | ---- | ---- |
| Počet obyvatel | 378  | 372  | 448  | 457  | 450  | 481  | 483  | 373  | 405  | 347  | 357  | 341  | 345  | 315  | 305  |
| Počet domů     | 53   | 63   | 69   | 72   | 78   | 81   | 88   | 106  | 93   | 89   | 92   | 104  | 107  | 108  | 111  |

## Obecní správa

### Obecní symboly
Znak a vlajka byly obci uděleny rozhodnutím předsedy Poslanecké sněmovny Parlamentu České republiky dne 17. června 2009.

## Politika
Do roku 2014 zastával funkci starosty Bohumil Horník, od roku 2014 vykonává funkci starosty Ing. Milan Hlouch.

### Volby do Poslanecké sněmovny
|       | 2006                | 2010                | 2013                | 2017                | 2021                |
| ----- | ------------------- | ------------------- | ------------------- | ------------------- | ------------------- |
| 1.    | ČSSD (32,21 %)      | ČSSD (23,15 %)      | KSČM (25,13 %)      | ANO (34,05 %)       | ANO (35,05 %)       |
| 2.    | KSČM (26,44 %)      | KSČM (22,63 %)      | KDU-ČSL (22,51 %)   | KDU-ČSL (20,54 %)   | SPOLU (31,44 %)     |
| 3.    | KDU-ČSL (24,03 %)   | KDU-ČSL (17,89 %)   | ČSSD (20,41 %)      | KSČM (11,89 %)      | SPD (8,76 %)        |
| účast | 79,69 % (208 z 261) | 72,62 % (191 z 263) | 74,32 % (191 z 257) | 71,71 % (185 z 258) | 75,88 % (195 z 257) |

### Volby do krajského zastupitelstva
|      | 1.                 | 2.                 | 3.                         | účast               |
| ---- | ------------------ | ------------------ | -------------------------- | ------------------- |
| 2000 | 4KOALICE (39,65 %) | KSČM (34,48 %)     | SNK (8,62 %)               | 47,34 % (125 z 264) |
| 2004 | KDU-ČSL (42,39 %)  | KSČM (35,86 %)     | SNK (9,78 %)               | 34,98 % (92 z 263)  |
| 2008 | ČSSD (34,48 %)     | KDU-ČSL (23,44 %)  | KSČM (22,75 %)             | 56,98 % (147 z 258) |
| 2012 | KSČM (31,29 %)     | ČSSD (24,42 %)     | KDU-ČSL (22,13 %)          | 51,91 % (136 z 262) |
| 2016 | KDU-ČSL (22,72 %)  | ANO 2011 (19,09 %) | KSČM (18,18 %)             | 43,53 % (111 z 255) |
| 2020 | ANO (28 %)         | KDU-ČSL (26 %)     | Piráti (10 %)              | 38,11 % (101 z 265) |
| 2024 | ANO (49,51 %)      | KDU-ČSL (16,5 %)   | SPD+Trikolora+PRO (8,73 %) | 39,62 % (104 z 265) |

### Prezidentské volby
V prvním kole prezidentských voleb v roce 2013 první místo obsadil Miloš Zeman (52 hlasů), druhé místo obsadil Jiří Dienstbier (48 hlasů) a třetí místo obsadil Jan Fischer (25 hlasů). Volební účast byla 70,54 %, tj. 182 ze 258 oprávněných voličů. V druhém kole prezidentských voleb v roce 2013 první místo obsadil Miloš Zeman (118 hlasů) a druhé místo obsadil Karel Schwarzenberg (56 hlasů). Volební účast byla 67,97 %, tj. 174 ze 256 oprávněných voličů.
V prvním kole prezidentských voleb v roce 2018 první místo obsadil Miloš Zeman (92 hlasů), druhé místo obsadil Jiří Drahoš (33 hlasů) a třetí místo obsadil Pavel Fischer (31 hlasů). Volební účast byla 70,16 %, tj. 181 ze 258 oprávněných voličů. V druhém kole prezidentských voleb v roce 2018 první místo obsadil Miloš Zeman (127 hlasů) a druhé místo obsadil Jiří Drahoš (66 hlasů). Volební účast byla 75,49 %, tj. 193 ze 257 oprávněných voličů.
V prvním kole prezidentských voleb v roce 2023 první místo obsadil Andrej Babiš (85 hlasů), druhé místo obsadil Petr Pavel (43 hlasů) a třetí místo obsadila Danuše Nerudová (29 hlasů). Volební účast byla 76,95 %, tj. 207 ze 269 oprávněných voličů. V druhém kole prezidentských voleb v roce 2023 první místo obsadil Andrej Babiš (115 hlasů) a druhé místo obsadil Petr Pavel (100 hlasů). Volební účast byla 81,44 %, tj. 215 ze 264 oprávněných voličů.

## Pamětihodnosti
- Kostel Čtrnácti svatých pomocníků z roku 1715
- Barokní kamenné sochy světců na ohradní zdi hřbitova.

## Významní rodáci a osobnosti
- Marie Chalupská (* 1936), agrochemička, spisovatelka, muzejnice
- P. Pavel Nemeškal, TJ (1908–1983), jezuitský kněz
- P. Václav Kosmák (1843–1898), kněz, spisovatel, působil tu v roce 1870, zajížděl sem z Biskupic
- Josef Ouroda (1909–1978), český mechanik a kovář
- Augustin Švehla (1894–1917), básník a voják
- Emanuel Tocháček (1889–1973), kněz, působil v Radkovicích u Hrotovic